# 1981 год в кино

## Фильмы

### Мировое кино
- «Американский оборотень в Лондоне»/An American Werewolf in London, США-Великобритания (реж. Джон Лэндис)
- «Бандиты времени»/Time Bandits, Великобритания (реж. Терри Гиллиам)
- «Бегство к победе»/Escape To Victory, США (реж. Джон Хьюстон)
- «Без злого умысла»/Absence of Malice, США (реж. Сидни Поллак)
- «Безумно влюблённый»/Innamorato Pazzo, Италия, (реж. Кастеллано и Пиполо)
- «Безумный Макс 2: Воин дороги»/Mad Max 2: The Road Warrior, Австралия (реж. Джордж Миллер)
- «Бесконечная любовь»/Endless Love, США (реж. Франко Дзеффирелли)
- «Беспокойные соседи»/Neighbors, США (реж. Джон Эвилдсен)
- «Богатые и знаменитые»/Rich And Famous, США (реж. Джордж Кьюкор)
- «Болотная тварь»/Swamp Thing, США (реж. Уэс Крэйвен)
- «Большое кукольное путешествие»/The Great Muppet Caper, Великобритания (реж, Джим Хенсон)
- «Борьба за огонь»/La Guerre Du Feu, Канада-Франция (реж, Жан-Жак Анно)
- «Ва-банк»/Vabank, Польша (реж, Юлиуш Махульский)
- «Вор»/Thief, США (реж. Майкл Манн)
- «Все они смеялись»/They All Laughed, США (реж. Питер Богданович)
- «Всемирная история, часть первая»/History Of The World — Part 1, США (реж. Мел Брукс)
- «Вся эта дребедень»/Rollover, США (реж. Алан Пакула)
- «Галлиполи»/Gallipoli, Австралия (реж. Питер Уир)
- «Гостиничный номер»/Camera D’Albergo, Италия-Франция (реж. Марио Моничелли)
- «Дом на краю кладбища»/Quella villa accanto al cimitero, Италия, (реж. Лучо Фульчи)
- «За шкуру полицейского»/Pour la peau d’un flic, Франция (реж. Ален Делон)
- «Зловещие мертвецы»/The Evil Dead, США (реж. Сэм Рэйми)
- «Индиана Джонс: В поисках утраченного ковчега»/Raiders of the Lost Ark, США (реж. Стивен Спилберг)
- «История обыкновенного безумия»/Storie Di Ordinaria Follia, Италия-Франция (реж. Марко Феррери)
- «Каннибалы»/Cannibal Ferox, Италия, (реж. Умберто Ленци)
- «Квартет»/Quartet, Великобритания-Франция (реж. Джеймс Айвори)
- «Кожа»/La pelle, Италия-Франция (реж. Лилиана Кавани)
- «Команда Шарки»/Sharky’s Machine, США (реж. Бёрт Рейнольдс)
- «Красные»/Reds, США (реж. Уоррен Битти)
- «Лодка»/Das Boot, ФРГ (реж. Вольфганг Петерсен)
- «Лола»/Lola, ФРГ (реж. Райнер Вернер Фасбиндер)
- «Лукер»/Looker, США (реж. Майкл Крайтон)
- «Маркиз дель Грилло»/Il Marchese Del Grillo, Италия-Франция (реж. Марио Моничелли)
- «Мефисто»/Mephisto, Венгрия-Германия (реж. Иштван Сабо)
- «Невезучие»/La Chèvre, Франция (реж. Франсис Вебер)
- «Невероятно уменьшившаяся женщина»/The Incredible Shrinking Woman, США (реж. Джоэл Шумахер)
- «Ночные ястребы»/Nighthawks, США (реж. Брюс Малмут)
- «Одни и другие»/Les uns et les autres, Франция (реж. Клод Лелуш)
- «Око за око»/An Eye for an Eye, США (реж. Стив Карвер)
- «Пиранья 2: Летучие убийцы»/Piranha II: The Spawning, США-Италия (реж. Джеймс Кэмерон)
- «Побег из Нью-Йорка»/Escape From New York, США (реж. Джон Карпентер)
- «Помнишь ли ты Долли Белл?»/Sjećaš li se Doli Bel?, Югославия (реж. Неманья Эмир Кустурица)
- «Почтальон всегда звонит дважды»/The Postman Always Rings Twice, США (реж. Боб Рэфелсон)
- «Прокол»/Blow Out, США (реж. Брайан Де Пальма)
- «Профессионал»/Le Professionnel, Франция (реж. Жорж Лотнер)
- «Рыцари на колёсах»/Knightriders, США (реж. Джордж Ромеро)
- «Рэгтайм»/Ragtime США (реж. Милош Форман)
- «Седьмые врата ада»/E tu vivrai nel terrore — L’aldilà, Италия, (реж. Лучо Фульчи)
- «Сканнеры»/Scanners, Канада (реж. Дэвид Кроненберг)
- «Случай»/Przypadek, Польша (реж. Кшиштоф Кесьлёвский)
- «Соседка»/La Femme d’à côté, Франция (реж. Франсуа Трюффо)
- «Суп с капустой»/La Soupe Aux Chouh, Франция (реж. Жан Жиро)
- «Только для твоих глаз»/For Your Eyes Only, Великобритания (реж, Джон Глен)
- «Трагедия смешного человека»/Tragedia di un uomo ridicolo, Италия, (реж. Б.Бертолуччи)
- «Туз»/Asso, Италия, (реж. Пиполо)
- «Укуренные 3»/Nice Dreams, США, (реж. Томми Чонг)
- «Человек из железа»/Człowiek z żelaza, Польша (реж, Анджей Вайда)
- «Чёрный кот»/Il gatto nero, Италия, (реж. Лучо Фульчи)
- «Экскалибур»/Excalibur, Великобритания (реж. Джон Бурмен)

### Советское кино

#### Художественно-игровое кино

##### Фильмы Азербайджанской ССР
- «Аккорды долгой жизни», (реж. Анар Рзаев)
- «Дорожное происшествие», (реж. Тимур Бекирзаде)
- «Не бойся, я с тобой», (реж. Юлий Гусман)
- «Послезавтра в полночь», (реж. Ариф Бабаев)

##### Фильмы БССР
- «Андрей и злой чародей», (реж. Геннадий Харлан)
- «Контрольная по специальности», (реж. Борис Шадурский)
- «Люди на болоте», (реж. Виктор Туров)
- «Наше призвание», (реж. Геннадий Полока)
- «Проданный смех», (реж. Леонид Нечаев)
- «Фруза», (реж. Вячеслав Никифоров)

##### Фильмы Грузинской ССР
- «Будь здоров, дорогой», (реж. Тамаз Гомелаури и Вахтанг Кикабидзе)
- «Мельница на окраине города», (реж. Резо Эсадзе)
- «Пловец», (реж. Ираклий Квирикадзе)
- «Путь домой», (реж. Александр Рехвиашвили)
- «Тифлис — Париж и обратно», (реж. Лейла Абашидзе)

##### Фильмы Латвийской ССР
- «Лимузин цвета белой ночи», (реж. Янис Стрейч)
- «Не будь этой девчонки...», (реж. Рихард Пикс)

##### Фильмы РСФСР
- «34-й скорый», (реж. Андрей Малюков)
- «Бедная Маша», (реж. Николай Александрович)
- «Бешеные деньги», (реж. Евгений Матвеев)
- «Будьте моим мужем», (реж. Алла Сурикова)
- «В небе «ночные ведьмы»», (реж. Евгения Жигуленко)
- «Валентина», (реж. Глеб Панфилов)
- «Всё наоборот», (реж. Владимир Грамматиков)
- «Душа», (реж. Александр Стефанович)
- «Карнавал», (реж. Татьяна Лиознова)
- «Крепыш», (реж. Александр Згуриди)
- «Ленин в Париже», (реж. Сергей Юткевич)
- «Личная жизнь директора», (реж. Владимир Шредель)
- «Любимая женщина механика Гаврилова», (реж. Пётр Тодоровский)
- «Мужики!..», (реж. Искра Бабич)
- «Не ставьте Лешему капканы…», (реж. Владимир Саруханов)
- «Мы, нижеподписавшиеся», (реж. Татьяна Лиознова)
- «Огарёва, 6», (реж. Борис Григорьев)
- «Они были актёрами», (реж. Георгий Натансон)
- «Опасный возраст», (реж. Александр Прошкин)
- «Остаюсь с вами», (реж. Игорь Вознесенский)
- «Отставной козы барабанщик», (реж. Георгий Мыльников)
- «Портрет жены художника», (реж. Александр Панкратов)
- «Правда лейтенанта Климова», (реж. Олег Дашкевич)
- «Право на выстрел», (реж. Виктор Живолуб)
- «Приказ: огонь не открывать», (реж. Юрий Иванчук, Валерий Исаков)
- «Приключения Шерлока Холмса и доктора Ватсона: Собака Баскервилей», (реж. Игорь Масленников)
- «Пропавшие среди живых», (реж. Владимир Фетин)
- «Прощание», (реж. Лариса Шепитько и Элем Климов)
- «Родня», (реж. Никита Михалков)
- «Руки вверх!», (реж. Владимир Грамматиков)
- «Сашка», (реж. Александр Сурин)
- «Сын полка», (реж. Георгий Кузнецов)
- «Тайна записной книжки», (реж. Владимир Шамшурин)
- «Трижды о любви», (реж. Виктор Трегубович)
- «Факты минувшего дня», (реж. Владимир Басов)
- «Чёрный треугольник», (реж. Сергей Тарасов)
- «Шестой», (реж. Самвел Гаспаров)

##### Фильмы совместных производителей

###### Двух киностудий, а также двух союзных республик
- «С вечера до полудня», (реж. Константин Худяков) (Мосфильм совм. с Гостелерадио СССР).

###### Двух стран
- «Александр Маленький», (реж. Владимир Фокин).
- «Две строчки мелким шрифтом», (реж. Виталий Мельников) (совм. с Германией)
- «Отпуск за свой счёт», (реж. Виктор Титов)
- «Тегеран-43», (реж. Александр Алов и Владимир Наумов)

##### Фильмы Украинской ССР
Берегите женщин (Виктор Макаров, Александр Полынников)
- «Капель», (реж. Андрей Бенкендорф)
- «Куда он денется!», (реж. Георгий Юнгвальд-Хилькевич)
- «Ожидание», (реж. Радомир Василевский)
- «Приключения Тома Сойера и Гекльберри Финна», (реж. Станислав Говорухин)

#### Мультипликационное кино
- Алиса в Стране чудес (режиссёр-постановщик Ефрем Пружанский).

## Награды
- «Серебряный медведь за лучшую мужскую роль» 31-го Берлинского международного кинофестиваля получил Анатолий Солоницын за роль в фильме «Двадцать шесть дней из жизни Достоевского»[1].

## Знаменательные события
- 13 января — в СССР состоялась телевизионная премьера фильма «Приключения принца Флоризеля».

## Персоналии

### Родились
- 24 июля — Саммер Глау, американская актриса кино и телевидения.

### Скончались
- 3 марта — Олег Даль, советский актёр театра и кино.
- 21 марта — Марк Донской, советский кинорежиссёр.
- 19 июля — Дайскэ Ито, японский режиссёр и сценарист.
- 23 августа — Йиржина Шейбалова, чешская актриса.
- 13 сентября — Константин Обрешков, болгарский кинорежиссёр и сценарист.
- 5 декабря — Чарльз Бартон, американский кинорежиссёр, актёр, продюсер кино и телевидения. Лауреат кинопремии Оскар 1934 года.
- 10 декабря — Зоя Фёдорова, советская актриса.
- 15 декабря — Михаил Жаров, советский актёр театра и кино, народный артист СССР.